# フェリーつるぎ
フェリーつるぎは、南海フェリーが運航していたフェリー。

## 概要
フェリーたちばなの代船としてサノヤスが受注、臼杵造船所で建造され、1997年7月16日に和歌山 - 小松島航路に就航した。1999年4月、りんくうフェリーの航路開設にあたって転配されたが、同年10月には航路休止となり、和歌山 - 徳島航路に復帰した。
共有建造制度を利用して建造された船舶整備公団（現在の鉄道・運輸機構）との共有船である。
2019年12月15日、フェリーあい就航に伴い引退。2020年にギリシャの船主へ売船され、2023年にはクロアチア船籍となりヤドロリニヤがダルマチア地方の沿岸で運用している。

### 航路
南海四国ライン
- 和歌山港 - 小松島港（1997年 - 1999年）

就航当初は四国側の発着地は小松島港だった。
- 和歌山港 - 徳島港（1999年 - 2019年）

本船とフェリーかつらぎの2隻で1日8往復を運航していた。早朝・深夜を除いて和歌山港駅発着の南海和歌山港線の列車に接続する。フェリーあいの就航に伴い、本船は運航終了した。
りんくうフェリー
- 泉佐野港 - 徳島港（1999年）

本船とフェリーかつらぎの2隻で就航した。

## 設計
船体は4層構造で最上層が操舵室および乗組員区画、2層の船室、最下層が車両甲板となっている。
ランプウェイは船首および船尾に装備する。ファンネルの直後に減揺水槽が設置されている。
交通エコロジー・モビリティ財団の海上交通バリアフリー施設整備助成事業の助成を受けて、2013年に段差解消スロープの設置などバリアフリー改造が行われた。船内にエレベーターは設置されていないため、車椅子などの場合はエレベーターの設置されているターミナルビルからボーディングブリッジで乗船するよう案内されている。

## 船内

### 船室
- グリーン席（30席） - リクライニングシート
- 絨毯席
- 椅子席（80席） - リクライニングシート
- ファミリー席（16席） - 4人がけテーブル席
- ビジネスコーナー（6席） - 電源付ブース席
- ドライバールーム

### 設備
- 売店
- 自動販売機
- ゲームコーナー